# Stordal
Stordal är den enda tätorten i Fjords kommun i Møre og Romsdal fylke i västra Norge.
Tidigare har orten utgjort centralort i dåvarande Stordals kommun.